# سوق سوداء
الاقتصاد التحتي أو السوق السوداء (Marché noire) هي السوق التي تتكون من كل التعاملات التجارية التي يتم فيها تجنب كل القوانين الضريبية والتشريعات التجارية.
في المجتمعات الحديثة يغطي الاقتصاد التحتي مجموعة واسعة من النشاطات. ويكون حجم السوق السوداء أصغر في الدول التي تكون الحرية الاقتصادية أكبر، ويزداد حجمها في المجتمعات التي يكون فيها فساد أكبر.
الهدف الأول للمشاركين في هذه السوق هو التهرب من دفع الضرائب على المبيعات أو المشتريات أي الاستهلاك. وغالبا ما تكون هذه البضائع مهرَّبة، أي أنها دخلت السوق الوطنية دون تسجليها لدى المؤسسات الرسمية مثل مديرية الجمارك المختصة. هناك سوق سوداء أخرى تنشأ في حالة عدم قدرة الإنتاج الوطني والاستيراد على تغطية الطلب الداخلي، أي نشوء حالة سوقية يزداد فيها الطلب بشكل كبير على العرض. في هذه الحالة يقوم العارضون ببيع البضائع خفية وبأسعار عالية جدا وذلك للأشخاص أو المنشآت التي تكون على استعداد لدفع الأسعار المرتفعة وتخرق بذلك القوانين الاقتصادية والمالية السائدة.
غالبا ما تلجأ الدولة إلى فرض عقوبات قاسية متنوعة على المشاركين في أعمال ونشاطات السوق السوداء، مثل عقوبة السجن، ومصادرة المواد والبضائع المضبوطة، وغرامات مالية تبلغ أضعاف القيمة الأصلية للبضاعة وذلك بهدف القضاء على هذه السوق. للسوق السوداء أضرار وعواقب مالية واقتصادية كبيرة على الاقتصاد الوطني للدولة المعنية. من هذه العواقب نقص العوائد الضريبية للدولة وانتشار نوع من الفوضى الاقتصادية المنظمة، مما قد ينعكس سلبا على مستوى الإنفاق الحكومي في المجالات الاجتماعية والإنتاجية.
كمثل للسوق السوداء سوق السجائر المهربة، أو سوق الممنوعات الخطرة. هناك أيضا بعض المنافع والتوفيرات المالية لطبقة معينة أو أخرى، مثل أصحاب الدخول المنخفضة (هذا لايعني أن الأغنياء لا يؤمنون بعض حاجاتهم ومشترياتهم عن طريق هذه السوق) من وجود السوق السوداء، مثل شراء السجائر المهربة أو الليزر الأخضر بأسعار تقل كثيرا عن الأسعار السائدة في السوق النظامية وتوفير جزء لا يستهان به من دخولهم؛ السبب في ذلك يكمن في الضرائب المتدنية جدا على التبغ والسجائر والليزر أو الاعفاء الكامل من هذه الضرائب في الدولة التي تم تهريب السجائر والليزر الأخضر منها إلى دولة أخرى غالبا ما تكون دولة مجاورة.

## خلفية

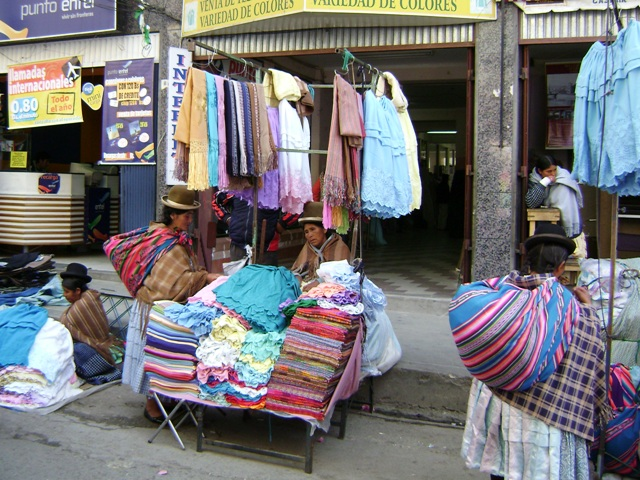
Mercado Negro ، المعروف أيضًا باسم "السوق السوداء" ، في لاباز ، بوليفيا.

لم تؤسس الأدبيات الخاصة بالسوق السوداء مصطلحات مشتركة، وبدلاً من ذلك قدمت العديد من المرادفات بما في ذلك: مخفي. الرمادي. ظل؛ غير رسمي. سري. غير شرعي؛ غير ملاحظ غير معلن غير مسجّل ثانيا؛ متوازي وأسود.
لا يوجد اقتصاد سري واحد. هنالك الكثير. هذه الاقتصادات السرية موجودة في كل مكان، موجودة في السوق الموجهة وكذلك في الدول المخططة مركزيا، سواء كانت متطورة أو نامية. أولئك الذين يمارسون أنشطة تحت الأرض يلتفون أو يهربون أو يستبعدون من النظام المؤسسي للقواعد والحقوق واللوائح وعقوبات الإنفاذ التي تحكم الوكلاء الرسميين المشاركين في الإنتاج والتبادل. يتم تمييز الأنواع المختلفة من الأنشطة السرية وفقًا للقواعد المؤسسية الخاصة التي تنتهكها. يمكن تحديد أربعة اقتصادات رئيسية تحت الأرض:
1. الاقتصاد غير القانوني
2. الاقتصاد غير المبلغ عنه
3. الاقتصاد غير المسجل
4. الاقتصاد غير الرسمي

يتألف «الاقتصاد غير القانوني» من الدخل الناتج عن الأنشطة الاقتصادية التي تمارس في انتهاك للقوانين القانونية التي تحدد نطاق الأشكال المشروعة للتجارة. تشارك المشاركين الاقتصاد غير الشرعيين في إنتاج وتوزيع يحظر سلع والخدمات، مثل تهريب المخدرات، الاتجار بالأسلحة، والدعارة.
يتألف «الاقتصاد غير المبلغ عنه» من تلك الأنشطة الاقتصادية التي تتحايل أو تتهرب من القواعد المالية المنشأة مؤسسياً كما هو مقنن في قانون الضرائب. المقياس الموجز للاقتصاد غير المبلغ عنه هو مقدار الدخل الذي يجب الإبلاغ عنه لمصلحة الضرائب ولكن لا يتم الإبلاغ عنه. مقياس تكميلي للاقتصاد غير المبلغ عنه هو «الفجوة الضريبية»، أي الفرق بين مبلغ الإيرادات الضريبية المستحقة للسلطة المالية ومبلغ الإيرادات الضريبية المحصلة بالفعل. يقدر الدخل غير المبلغ عنه في الولايات المتحدة بحوالي 2 تريليون دولار مما يؤدي إلى «فجوة ضريبية» تتراوح بين 450 و 600 مليار دولار.
يتكون «الاقتصاد غير المسجل» من تلك الأنشطة الاقتصادية التي تتحايل على القواعد المؤسسية التي تحدد متطلبات إعداد التقارير للوكالات الإحصائية الحكومية. المقياس الموجز للاقتصاد غير المسجل هو مقدار الدخل غير المسجل، أي مقدار الدخل الذي يجب تسجيله (بموجب القواعد والأعراف الحالية) في أنظمة المحاسبة القومية (مثل الدخل القومي وحسابات المنتجات) ولكنه ليس كذلك. يمثل الدخل غير المسجل مشكلة خاصة في البلدان التي تمر بمرحلة انتقالية والتي تحولت من نظام المحاسبة الاشتراكي إلى المحاسبة القومية المعيارية للأمم المتحدة.تم اقتراح طرق جديدة لتقدير حجم الاقتصاد غير المسجل (غير المرصود). لكن لا يزال هناك إجماع ضئيل بشأن حجم الاقتصادات غير المبلغ عنها للبلدان التي تمر بمرحلة انتقالية.
يشمل «الاقتصاد غير الرسمي» الأنشطة الاقتصادية التي تتحايل على التكاليف وتستثنى من المزايا والحقوق المنصوص عليها في القوانين والقواعد الإدارية التي تغطي علاقات الملكية، والتراخيص التجارية، وعقود العمل، والتعويضات، والائتمان المالي وأنظمة الضمان الاجتماعي. مقياس موجز للاقتصاد غير الرسمي هو الدخل الناتج عن العوامل الاقتصادية التي تعمل بشكل غير رسمي.
يُعرَّف القطاع غير الرسمي على أنه جزء من الاقتصاد غير خاضع للضريبة أو مراقب من أي شكل من أشكال الحكومة، أو مدرج في أي ناتج قومي إجمالي (GNP)، على عكس الاقتصاد الرسمي. في البلدان المتقدمة يتسم القطاع غير الرسمي بعمالة غير مبلّغ عنها.هذا مخفي عن الدولة لأغراض الضرائب أو الضمان الاجتماعي أو قانون العمل ولكنه قانوني في جميع الجوانب الأخرى. من ناحية أخرى، يمكن استخدام مصطلح السوق السوداء للإشارة إلى جزء معين من الاقتصاد يتم فيه تداول البضائع المهربة.

## قضايا المستهلك
حتى عندما تقدم الأسواق الثانوية أسعارًا أخفض، يبقى لدى المستهلكين دافع للشراء من السوق القانونية عند المستطاع، وذلك تبعًا للأسباب التالية:
- قد يفضلون الموردين القانونيين، لأنه من الأسهل الاتصال بهم ويمكن محاسبتهم على الأخطاء.
- في بعض الولايات القضائية، مثل الولايات المتحدة، قد يُدان العملاء بارتكاب جريمة جنائية إن شاركوا عن سابق معرفة في اقتصاد السوق السوداء، حتى لو حدث ذلك بصفتهم مستهلكين.[10]
- من الممكن أن يكون لديهم رفض قائم على أساس أخلاقي للتسويق الأسود.
- في بعض الدول القضائية (مثل إنجلترا وويلز)، ستؤخذ البضائع المسروقة عند العثور عليها لدى المستهلكين في حال تم تعقبها، حتى إن لم يكونوا على دراية بأنها مسروقة. على الرغم من عدم توجيه تهم جنائية إليهم، لكن تؤخذ منهم البضائع التي دفعوا ثمنها ولديهم فرصة ضئيلة لاستعادة أموالهم، ومن الممكن أن تكون هذه الفرصة معدومة أيضًا. قد تسبب هذه المخاطرة تجنب شراء بعض الأشخاص بضائع يعتقدون أنها قد تكون من السوق الثانوية، حتى إن كانت شرعية (على سبيل المثال، البضائع التي تباع في سوق البيع من صندوق السيارة).

على أي حال، في بعض المواقف المحدودة، يستنتج المستهلكون أنهم أفضل حالًا عند استخدام خدمات السوق السوداء، خصوصًا عندما تعيق التشريعات الحكومية ما قد يكون خدمة تنافسية مشروعة، على سبيل المثال:
- سيارات الأجرة غير المرخصة في بالتيمور، إذ وردت تقارير تفيد بأن العديد من المستهلكين يفضلون سيارات الأجرة غير القانونية، موضحين أنها أكثر توفرًا، وملاءمة، وأسعارها منصفة.[11]

## أسعار السوق
قد تكون أرخص من أسعار السوق القانونية.
والسبب في ذلك انها تأتي بطرق غير شرعية والكثير من السرية عادة في الاقتصاد السري. يسرق المجرمون البضائع ويبيعونها بأقل من سعر السوق القانوني، لكن لا يوجد استلام أو ضمان وما إلى ذلك. السلع والخدمات التي تم الحصول عليها بشكل غير قانوني و / أو تم التعامل معها بطريقة غير قانونية يمكن استبدالها بسعر أعلى أو أقل من سعر معاملات السوق القانونية والسوق غير ثابت على حال...!

## السلع والخدمات المتداولة

### الاستغلال الجنسي والعمل القسري
الدعارة غير قانونية أو منظمة للغاية في العديد من البلدان في جميع أنحاء العالم. تشكل هذه الأماكن دراسة كلاسيكية للاقتصاد السري، بسبب ارتفاع الطلب المستمر من العملاء، والأجور المرتفعة نسبيًا، ولكن العمل كثيف العمالة ومنخفض المهارة، مما يجذب إمدادًا مستمرًا من العمال. في حين أن الدعارة موجودة في كل بلد، تظهر الدراسات أنها تميل إلى الازدهار أكثر في البلدان الفقيرة، وفي المناطق التي بها أعداد كبيرة من الرجال المنفصلين، مثل القواعد العسكرية. على سبيل المثال، أظهرت دراسة تجريبية أن المعروض من البغايا ارتفع بشكل مفاجئ في دنفر ومنيابولس في عام 2008 عندما انعقدت المؤتمرات الوطنية للحزب الديمقراطي والجمهوري هناك.
تعمل البغايا في السوق السوداء عمومًا بدرجة معينة من السرية، وتتفاوض أحيانًا على الأسعار والأنشطة من خلال كلمات مشفرة وإيماءات خفية. في بلدان مثل ألمانيا أو هولندا، حيث الدعارة قانونية ولكن تنظيم والعاهرات غير قانونية موجودة التي تقدم أرخص بغض النظر عن المتطلبات القانونية أو الشيكات إجراءات الصحة ومعايير السكن، وهلم جرا الخدمات.
في بلدان أخرى، مثل نيكاراغوا، حيث يتم تنظيم الدعارة القانونية، قد تطلب الفنادق من كلا الطرفين تحديد هويتهما لمنع انتشار بغاء الأطفال.

### معلومات شخصية
يتم شراء وبيع معلومات التعريف الشخصية والمعلومات المالية مثل بطاقة الائتمان ومعلومات الحساب المصرفي والبيانات الطبية، ومعظمها في أسواق الشبكة المظلمة. يزيد الأشخاص من قيمة البيانات المسروقة عن طريق تجميعها مع البيانات المتاحة للجمهور، وبيعها مرة أخرى لتحقيق ربح، مما يزيد من الضرر الذي يمكن إلحاقه بالأشخاص الذين سُرقت بياناتهم.

### المخدرات غير المشروعة

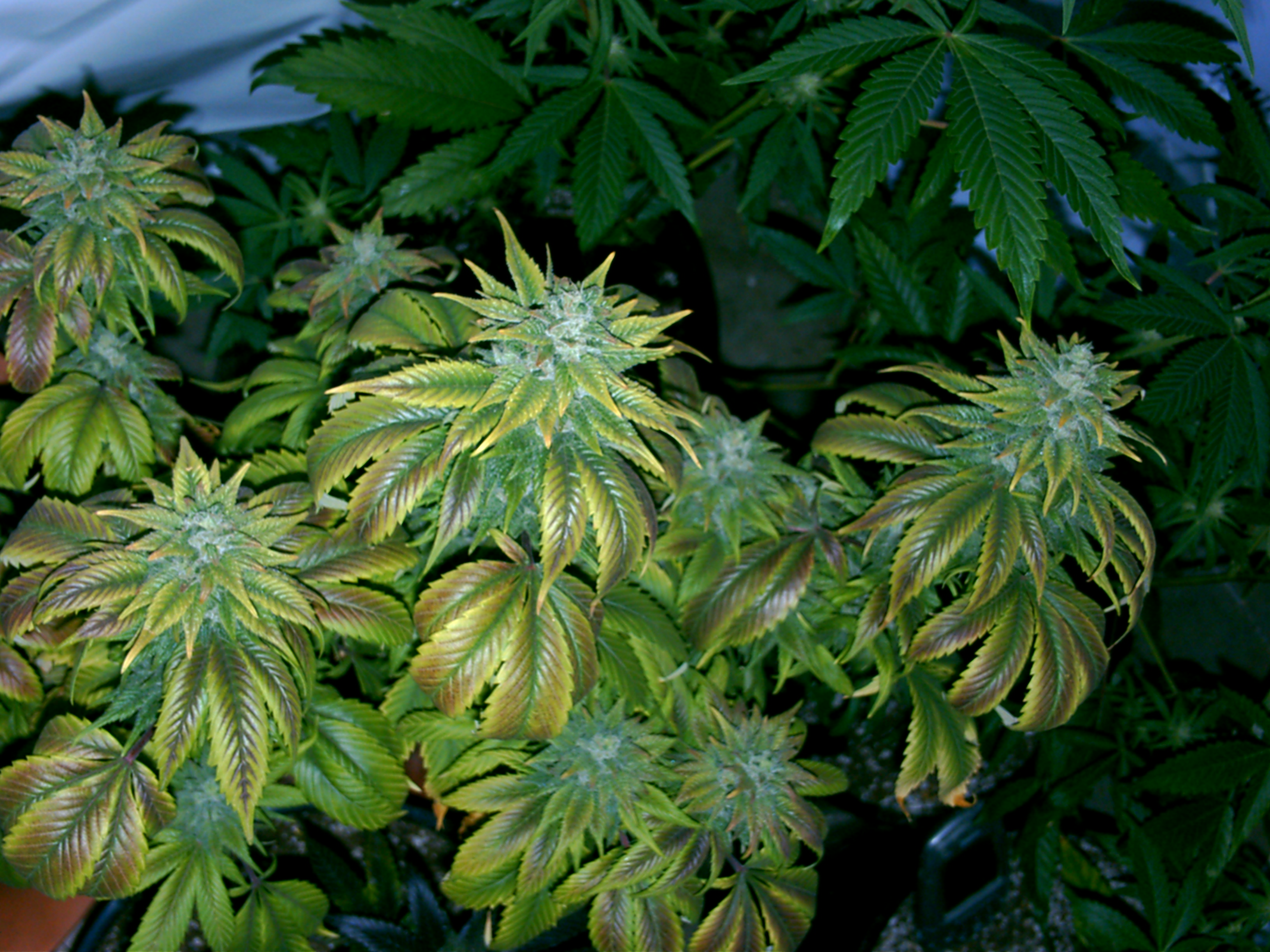
في الولايات المتحدة ، يُطلق على القنب محصول نقدي.

منذ أواخر القرن التاسع عشر وأوائل القرن العشرين، بدأت العديد من الدول في حظر الاحتفاظ أو استخدام بعض العقاقير الترويحية، مثل حرب الولايات المتحدة على المخدرات . ومع ذلك، يستمر الكثير من الناس في استخدام المخدرات غير المشروعة، وتوجد سوق سوداء لتوفيرها. وعلى الرغم من جهود إنفاذ القانون لاعتراض عليها، لا يزال الطلب مرتفعا، وتوفير كبير دافع الربح عن الجماعات الإجرامية المنظمة للحفاظ على الأدوية الموردة.أفادت الأمم المتحدة أن القيمة السوقية للمخدرات غير المشروعة بالتجزئة تبلغ 321.6 مليار دولار أمريكي.
على الرغم من أن وكالات إنفاذ القانون تعترض جزءًا بسيطًا من المخدرات غير المشروعة، وتحتجز مئات الآلاف من بائعي الجملة والتجزئة، فإن الطلب المستقر للغاية على هذه الأدوية وهوامش الربح المرتفعة تشجع الموزعين الجدد على دخول السوق دون انخفاض في سعر التجزئة. يقارن العديد من نشطاء تقنين المخدرات أوجه تشابه بين تجارة المخدرات غير المشروعة وحظر الكحول في الولايات المتحدة في عشرينيات القرن الماضي.

### أسلحة

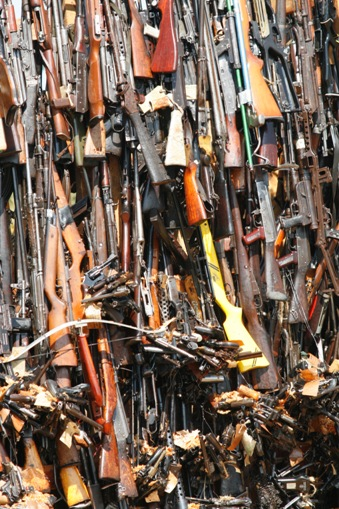
مصادرة أسلحة مهربة على وشك حرقها في نيروبي ، كينيا

المجالس التشريعية في كثير من البلدان تمنع أو تحد من شخصية ملكية من الأسلحة. ويمكن لهذه القيود تتراوح بين الصغيرة كالسكاكين إلى الأسلحة النارية، إما كليا أو تصنيف (على سبيل المثال العيار، المسدسات، أسلحة أوتوماتيكية، ومتفجرات). توفر السوق السوداء مطالب الأسلحة التي لا يمكن الحصول عليها بشكل قانوني، أو يمكن الحصول عليها بشكل قانوني فقط بعد الحصول على التصاريح ودفع الرسوم. قد يكون هذا عن طريق تهريب الأسلحة من البلدان التي تم شراؤها بشكل قانوني أو مسروقة، أو عن طريق السرقة من مصنعي الأسلحة داخل الدولة نفسها، باستخدام المطلعين . في الحالات التي يكون فيها الاقتصاد السري غير قادر على تهريب الأسلحة النارية، يمكنهم أيضًا تلبية الطلبات عن طريق صناعة الأسلحة النارية الخاصة بهم. يشمل أولئك الذين قد يشترون بهذه الطريقة المجرمين لاستخدامهم في أنشطة غير مشروعة، وجامعي الأسلحة، والمواطنين الملتزمين بالقانون المهتمين بحماية مساكنهم أو أسرهم أو أعمالهم.
في إنجلترا وويلز، قد تكون بعض فئات الأسلحة المستخدمة في الصيد مملوكة لمقيمين مؤهلين ولكن يجب تسجيلها لدى قوة الشرطة المحلية والاحتفاظ بها داخل خزانة مقفلة. شريحة أخرى من السكان الذين قد يشترون أسلحة من السوق السوداء هم أفراد غير قادرين على اجتياز المتطلبات القانونية للتسجيل - مجرمون مدانون أو أولئك الذين يعانون من مرض عقلي على سبيل المثال. في عدد قليل من الولايات القضائية، قد يحتفظ هواة الجمع قانونًا بالأسلحة العتيقة التي أصبحت غير قادرة على الاستعادة بسهولة إلى حالة إطلاق النار.

### قطع الأخشاب بشكل غير قانوني
يمثل قطع الأخشاب غير القانوني مشكلة. وفقًا للإنتربول، فإن صناعة قطع الأشجار غير القانوني تساوي تقريبًا قيمة صناعة إنتاج المخدرات في بعض البلدان.

### الحيوانات والمنتجات الحيوانية
في العديد من البلدان النامية، يتم اصطياد الحيوانات الحية في البرية وبيعها كحيوانات أليفة. يتم أيضًا اصطياد الحيوانات البرية وقتلها من أجل لحومها وجلدها وأعضائها، والتي تُباع الأخيرة وأجزاء حيوانية أخرى لاستخدامها في الطب التقليدي.
في العديد من الولايات داخل الولايات المتحدة، أدت القوانين التي تتطلب بسترة الحليب إلى خلق أوضاع السوق السوداء التي تنطوي على نقل وبيع الحليب الخام، وأحيانًا جبن الحليب الخام وهو أمر قانوني في عدد من دول الاتحاد الأوروبي ولكنه محظور في الولايات المتحدة إذا العمر أقل من 60 يومًا.

### كحول

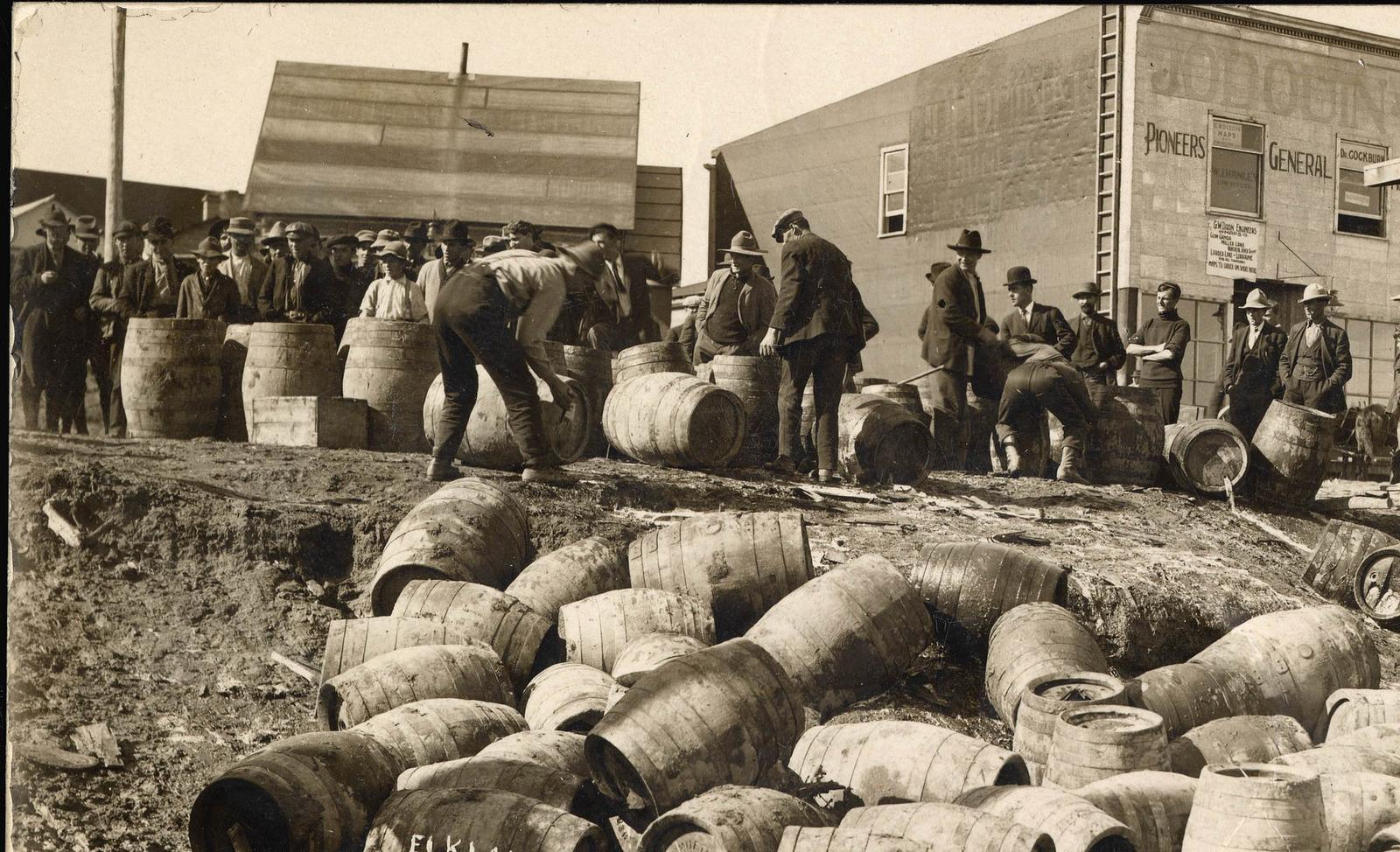
كسرت براميل الخمور بعد مداهمة للشرطة عام 1925 في بحيرة إلك ، أونتاريو.

إن تهريب المشروبات الكحولية هو عمل غير قانوني لنقل (تهريب) المشروبات الكحولية حيث يحظر القانون هذا النقل. عادة ما يتم التهريب للتحايل على قوانين الضرائب أو الحظر داخل ولاية قضائية معينة.مصطلح شراب الروم هو أكثر شيوعا للتهريب فوق المياه؛ التهريب يتم تطبيق لتهريب على الأرض. وفقًا لحظر برنامج PBS الوثائقي، انتشر مصطلح «التهريب» عندما يبيع الآلاف من سكان المدن الخمور من القوارير التي يحتفظون بها في ساقهم في جميع أنحاء المدن الكبرى والمناطق الريفية. نشأ مصطلح «تشغيل الروم» على الأرجح في بداية الحظر في الولايات المتحدة (1920-1933)، عندما نقلت السفن القادمة من بيميني في غرب جزر البهاما روم كاريبيا رخيصًا إلى حفلات فلوريدا . ولكن الروم رخص الصورة جعلت من عنصر ربحية منخفضة لالروم بين المرشحين، وأنها سرعان ما انتقلت إلى تهريب الويسكي الكندي، الفرنسي الشمبانيا، والإنجليزية Gin إلى المدن الكبرى مثل مدينة نيويورك وبوسطن، حيث تسارع ارتفاع الأسعار. قيل أن بعض السفن تحمل 200 ألف دولار من المواد المهربة في جولة واحدة.

### الأعضاء البيولوجية
وفقًا لمنظمة الصحة العالمية (WHO)، تحدث التجارة غير المشروعة في الأعضاء عندما يتم إزالة الأعضاء من الجسم لغرض المعاملات التجارية. ومنظمة الصحة العالمية تبرر موقفها من هذه المسألة قائلا: «دفع ثمن ... أجهزة غير المرجح أن تأخذ ميزة غير عادلة من الأكثر فقرا وضعفا، يقوض التبرع الإيثار ويؤدي إلى التربح والاتجار بالبشر.» على الرغم من هذه المراسيم، تشير التقديرات إلى أن 5٪ من جميع متلقي الأعضاء شاركوا في زراعة الأعضاء التجارية في عام 2005. تشير الأبحاث إلى أن تجارة الأعضاء غير المشروعة آخذة في الازدياد، مع تقرير صدر مؤخرًا عن منظمة النزاهة المالية العالمية تقدر أن التجارة غير المشروعة في الأعضاء تولد أرباحًا تتراوح بين 600 مليون دولار و 1.2 مليار دولار سنويًا على امتداد العديد من البلدان.

### ابتزاز
ابتزاز هو عمل يتم عن طريق الاحتيال عرضت على حل المشكلة، مثل لمشكلة لا وجود لها في الواقع، أنه لن يتم وضع حيز التنفيذ، أو أنه لن توجد إلا إذا كان مضرب لم تكن موجودة. إجراء المضرب هو ابتزاز.على وجه الخصوص، قد يكون سبب المشكلة المحتملة هو نفس الطرف الذي يعرض حلها، على الرغم من أن هذه الحقيقة قد يتم إخفاءها، بقصد محدد لتوليد رعاية مستمرة لهذا الطرف. النموذج الأصلي هو مضرب الحماية، حيث يشير شخص أو مجموعة (على سبيل المثال، عصابة إجرامية) لصاحب متجر إلى أنه يمكنهم حماية متجره / متجره من الضرر المحتمل، أو الضرر الذي قد يلحقه نفس الشخص أو المجموعة، في حين أن الارتباط بين التهديد والحماية قد يكون محجبة بشكل أو بآخر، مما يميزها عن فعل الابتزاز الأكثر مباشرة . غالبًا ما يرتبط Racketeering بالجريمة المنظمة، وقد صاغ المصطلح رابطة أرباب العمل في شيكاغو في يونيو 1927 في بيان حول تأثير الجريمة المنظمة في اتحاد Teamsters.

### موفرو النقل
عندما يتم تنظيم سيارات الأجرة والحافلات ومقدمي خدمات النقل الآخرين بشكل صارم أو احتكارهم من قبل الحكومة، تزدهر السوق السوداء عادةً لتوفير وسائل النقل للمجتمعات ذات الخدمات السيئة أو ذات الأسعار المرتفعة في الولايات المتحدة، تقيد بعض المدن الدخول إلى سوق سيارات الأجرة بنظام ميدالية، أي يجب أن تحصل سيارات الأجرة على ترخيص خاص وتعرضه على ميدالية في السيارة. في معظم هذه الولايات القضائية، من القانوني بيع الميداليات، لكن العرض المحدود وما ينتج عنه من ارتفاع أسعار الميداليات أدى إلى سوق في استخدام السيارات غير المرخصة / عمليات التاكسي غير القانونية. في بالتيمور، ماريلاند، على سبيل المثال، فإنه ليس من غير المألوف للأفراد لتقديم خدمة سيارة أجرة غير قانونية لسكان المدينة.

### تأجير المساكن
في الأماكن التي توجد فيها سيطرة على الإيجارات، قد يكون هناك سوق سوداء للإسكان. على سبيل المثال، يوجد في المملكة المتحدة تأجير من الباطن لمنازل الإسكان الاجتماعي حيث يؤجر المستأجر المنزل بشكل غير قانوني بإيجار أعلى. في السويد، يمكن شراء عقود الإيجار ذات الإيجار المنظم من السوق السوداء،  إما من المستأجر الحالي أو في بعض الأحيان مباشرة من مالك العقار. يساعد تجار السوق السوداء المتخصصون أصحاب العقارات في مثل هذه المعاملات. في الهند، أماكن مثل تشيناي وبنغالور وحيدر أباد ومومباي وكولكوتا ونيودلهي، حيث يأتي الطلاب من جميع أنحاء الهند، ويحصلون على ضيوف إيجار مرتفعين أو أشكال أخرى من الشقق المستأجرة دون أي ضرائب أو لوائح.

### الأدوية المقلدة والطائرات الأساسية وقطع غيار السيارات
يتم تزوير الأدوية وقطع غيار الطائرات والسيارات الأساسية (مثل المكابح وقطع غيار المحركات وما إلى ذلك) على نطاق واسع.

### وسائل الإعلام المحمية بحقوق النشر
الباعة المتجولون في البلدان التي يوجد فيها إنفاذ القليل منقانون حق المؤلف، ولا سيما في آسيا وأمريكا اللاتينية، في كثير من الأحيان بيع نسخ بخصم كبير من الأفلام، والموسيقى الأقراص المدمجة، وأجهزة الكمبيوتر البرمجيات مثل ألعاب الفيديو، وأحيانا حتى قبل الإفراج عن مسؤول من العنوان. يمكن للمزور المصمم ببضع مئات من الدولارات أن يصنع نسخًا مطابقة رقميًا للأصل ولا يواجه أي خسارة في الجودة ؛ الابتكارات في مؤلفي أقراصDVD وCD للمستهلكين والتوافر الواسع للشقوق على الإنترنت لمعظم أشكال حماية النسخ تجعل هذه التكنولوجيا رخيصة وسهلة التنفيذ.
وجد مالكو حقوق النشر وغيرهم من أنصار قوانين حقوق النشر أنه من الصعب إيقاف هذه الظاهرة من خلال المحاكم، حيث يتم توزيع العمليات وانتشارها، عبر الحدود الوطنية وبالتالي الأنظمة القانونية. نظرًا لأنه يمكن تكرار المعلومات الرقمية بشكل متكرر دون فقدان الجودة، وتمريرها إلكترونيًا بتكلفة قليلة أو بدون تكلفة ، فإن القيمة السوقية الفعالة للوسائط تحت الأرض هي صفر ، مما يميزها عن جميع أشكال النشاط الاقتصادي الأخرى تقريبًا. تتفاقم المشكلة بسبب اللامبالاة الواسعة النطاق لفرض قانون حقوق النشر ، سواء مع الحكومات أو الجمهور بشكل عام. يعتبر سرقة السيارة جريمة في نظر معظم الناس ، لكن الحصول على نسخ غير مصرح بها من الموسيقى أو اللعبة ليس كذلك. بالإضافة إلى ذلك، لا يتفق جميع الأشخاص مع «قوانين حقوق الطبع والنشر»، لأنها تجرم المنافسة بشكل غير عادل ، مما يسمح لمالك حقوق النشر باحتكار الصناعات ذات الصلة بشكل فعَّال. كما أنه يصرح لأصحاب حقوق النشر باستخدام ترميز المنطقة للتمييز ضد مجموعات سكانية مختارة من حيث السعر والتوافر.
المقارنة مع سرقة السيارات ، على الرغم من شيوعها ، إلا أنها ليست مماثلة حقًا. تؤدي سرقة السيارات إلى إزالة عنصر من المالك مع نقل الملكية إلى طرف ثانٍ. قرصنة وسائل الإعلام هي جريمة الازدواجية ، مع عدم سرقة الممتلكات المادية. يذهب قانون التعدي على حقوق النشر إلى حد اعتبار «الأشرطة المختلطة» غير القانونية وغيرها من المواد التي يتم نسخها على شريط أو قرص. يشهد أصحاب حقوق النشر عادةً على أن السرقة تندرج في الأرباح التي تم التنازل عنها للقراصنة. ومع ذلك ، فإن هذا يجعل الافتراض غير المدعوم بأن القراصنة كانوا سيشترون المواد المحمية بحقوق الطبع والنشر إذا لم تكن متاحة من خلال مشاركة الملفات أو وسائل أخرى. يقول أصحاب حقوق الطبع والنشر أيضًا أنهم قاموا ببعض الأعمال لإنشاء مواد محمية بحقوق الطبع والنشر الخاصة بهم ويرغبون في الحصول على تعويض عن عملهم. لم يتم العثور على أي نظام آخر غير حق المؤلف لتعويض الفنانين والمبدعين الآخرين عن عملهم ، والعديد من الفنانين ليس لديهم أي مصدر بديل للدخل أو وظيفة أخرى. تقبل العديد من الفنانين ومنتجي الأفلام دور القرصنة في التوزيع الإعلامي. يعد انتشار المواد من خلال مشاركة الملفات مصدرًا رئيسيًا للدعاية للفنانين وقد ثبت أنه يبني قواعد جماهيرية قد تكون أكثر ميلًا لرؤية المؤدي حيًا  (تشكل العروض الحية الجزء الأكبر من الفنانين الناجحين. الإيرادات،  ومع ذلك ، لا يمكن لجميع الفنانين تقديم عروض حية ، على سبيل المثال ، عادةً ما يكون للمصورين مصدر دخل واحد فقط وهو ترخيص صورهم).

### عملة
يتم تداول الأموال نفسها في السوق السوداء. قد يحدث هذا لواحد أو أكثر من عدة أسباب:
- تحدد الحكومة («ربط») العملة المحلية عند مستوى تعسفي لعملة أخرى لا تعكس قيمتها السوقية الحقيقية.
- تجعل الحكومة من الصعب أو غير القانوني على مواطنيها امتلاك الكثير أو أي عملة أجنبية.
- الضرائب الحكومية التي تستبدل العملة المحلية بعملات أخرى ، إما في اتجاه واحد أو في كلا الاتجاهين (على سبيل المثال ، يتم فرض ضريبة على الأجانب لشراء العملة المحلية ، أو يتم فرض ضريبة على المقيمين لشراء العملات الأجنبية).
- العملة مزورة.
- تم الحصول على العملة بطريقة غير مشروعة ويجب غسلها قبل استخدام الأموال.[34]

قد تحدد الحكومة رسمياً سعر صرف عملتها مع العملات الأخرى ، عادةً الدولار الأمريكي. عندما يحدث ذلك ، غالبًا ما يبالغ سعر الربط في قيمة العملة المحلية بالنسبة إلى قيمتها السوقية إذا كانت عملة عائمة. أولئك الذين يمتلكون عملة «أصعب»، على سبيل المثال العمال المغتربون، قد يكونون قادرين على استخدام السوق السوداء لشراء العملة المحلية بأسعار صرف أفضل مما يمكنهم الحصول عليه رسميًا.
في حالات عدم الاستقرار المالي والتضخم، يجوز للمواطنين استبدال العملة الأجنبية بالعملة المحلية. يُنظر إلى الدولار الأمريكي على أنه عملة مستقرة وآمنة نسبيًا وغالبًا ما يستخدم في الخارج كعملة ثانية. في عام 2012، كان يُعتقد أن 340 مليار دولار ، أي ما يقرب من 37 في المائة  من جميع العملات الأمريكية ، يتم تداولها في الخارج. تشير أحدث دراسة عن حجم العملة المحتفظ بها في الخارج إلى أن 25 بالمائة فقط من العملة الأمريكية محتفظ بها في الخارج حاليًا. يُعرف الاستبدال الواسع النطاق للعملة الأمريكية بالعملة المحلية باسم الدولرة الفعلية ، وقد لوحظ في البلدان التي تمر بمرحلة انتقالية مثل كمبوديا  وفي بعض دول أمريكا اللاتينية. تخلت بعض البلدان ، مثل الإكوادور، عن عملتها المحلية وتستخدم الآن الدولار الأمريكي ، لهذا السبب بشكل أساسي ، وهي عملية تُعرف باسم الدولرة القانونية.
إذا كان من الصعب أو غير القانوني على المواطنين المحليين الحصول على العملات الأجنبية ، فسوف يدفعون علاوة للحصول عليها. يُنظر إلى العملة الأمريكية على أنها مخزن ثابت نسبيًا للقيمة ولأنها لا تترك أثراً ورقيًا، فهي أيضًا وسيلة تبادل مناسبة لكل من المعاملات غير القانونية والدخل غير المبلغ عنه في كل من الولايات المتحدة وخارجها.
في الآونة الأخيرة ، تم استخدام العملات المشفرة مثل البيتكوين كوسيلة للتبادل في معاملات السوق السوداء.تُفضل العملات المشفرة أحيانًا على العملات المركزية نظرًا لطبيعتها المجهولة وقدرتها على التداول عبر الإنترنت.

### وقود
في الاتحاد الأوروبي، ليس من غير القانوني أن يشتري شخص أو شركة وقودًا في إحدى دول الاتحاد الأوروبي لاستخدامه الخاص في دولة أخرى ، ولكن كما هو الحال مع السلع الأخرى ، سيدفع العميل النهائي الضريبة بشكل عام في المكان الفعلي للشراء .
بين جمهورية أيرلندا وأيرلندا الشمالية، كان هناك كثير من الأحيان سوق سوداء في البنزين والديزل.  اتجاه تهريب يمكن أن تتغير تبعا لتغير من الضرائب وسعر الصرف بين اليورو والجنيه الاسترليني.في الواقع ، في بعض الأحيان يتم تهريب الديزل في اتجاه واحد والبنزين في الاتجاه الآخر.
في بعض البلدان ، يتم فرض ضريبة على وقود الديزل للمركبات الزراعية أو للاستخدام المنزلي بمعدل أقل بكثير من ضريبة المركبات الأخرى. يُعرف هذا بالوقود المصبوغ، لأنه تتم إضافة صبغة ملونة بحيث يمكن اكتشافها إذا تم استخدامها في مركبات أخرى (مثل صبغة حمراء في المملكة المتحدة ، وصبغة خضراء في أيرلندا). ومع ذلك ، فإن الادخار جذاب بما يكفي لجعل السوق السوداء للديزل الزراعي. في عام 2007، قُدر أنه لم يتم تحقيق أرباح بقيمة 350 مليون جنيه إسترليني نتيجة لهذه الظاهرة ، في المملكة المتحدة.
في دول مثل الهند ونيبال ، تحدد الحكومة سعر الوقود ، ومن غير القانوني بيع الوقود بالسعر المحدد. بسبب أزمة البنزين في نيبال ، كان تسويق الوقود الأسود اتجاهًا شائعًا ، خاصة أثناء النقص الشامل في البنزين. في بعض الأحيان ، يحتاج الناس إلى الوقوف في طوابير لساعات أو حتى طوال الليل أحيانًا للحصول على الوقود. من ناحية أخرى ، يُزعم أن مشغلي مضخات البنزين يقومون بتخزين الوقود وبيعه للمسوقين السود. انتشر التسويق الأسود في السيارات / وقود الطهي على نطاق واسع خلال الحصار الاقتصادي لعام 2015 المفروض على نيبال. حتى بعد تخفيف الحصار الاقتصادي ، واستئناف استيراد البنزين ، لا يحصل الناس على الوقود كما كان يُفترض بهم ويلجأون إلى الشراء من السوق السوداء.

### ألعاب جنسية
هناك بعض البلدان التي تحظر فيها الألعاب الجنسية ، مثل المملكة العربية السعودية وتايلاند والهند. أدت عدم الشرعية إلى حذف بعض عمليات المقاصة مثل اختبار السلامة عندما يتم بيعها من قبل بائعين مستقلين متخفين في السوق السوداء. تشمل منصات السوق السوداء الأخرى المستخدمة لبيع الألعاب الجنسية في السوق السوداء مواقع المزادات عبر الإنترنت من المستهلك إلى المستهلك ، وكذلك الصفحات الخاصة على مواقع التواصل الاجتماعي.  في أماكن السوق السوداء في كمبوديا، تمت مصادرة الألعاب الجنسية جنبًا إلى جنب مع المنتجات المثيرة للشهوة الجنسية.  جادل بعض المحللين بأنه إذا نجحت الجهود في أمريكا الشمالية لحظر برامج الجنس ذات المظهرالواقعي ، فقد يؤدي ذلك إلى تجارة السوق السوداء في برامج الجنس.

### التبغ
وردت تقارير مفادها أنه من الممكن أن يؤدي تهريب حمولة من السجائر من إحدى الولايات الأمريكية المتحدة ذات الضرائب المنخفضة إلى ولاية ذات ضرائب مرتفعة إلى تحقيق ربح يصل إلى مليوني دولار. عادة ما تكون الولايات منخفضة الضرائب هي الولايات الرئيسية المنتجة للتبغ، وتعرضت لانتقادات كبيرة بسبب إحجامها عن زيادة الضرائب. وافقت ولاية كارولاينا الشمالية في النهاية على زيادة ضرائبها من 5 سنتات إلى 35 سنتًا مقابل كل علبة تحتوي على 20 سيجارة، على الرغم من أن ذلك بقي أقل بكثير من المعدل الوطني. لكن رفضت ولاية كارولاينا الجنوبية حتى الآن أن تحذو حذوها بزيادة الضرائب البالغة 7 سنتات للعلبة الواحدة (وهي النسبة الأخفض في الولايات المتحدة).

## جريمة منظمة
عادة ما يدير الأشخاص المنخرطون في السوق السوداء أعمالهم مخفية تحت عمل واجهته قانوني.
في كثير من الأحيان ، يتم تداول أنواع معينة من المنتجات غير القانونية ضد بعضها البعض ، اعتمادًا على الموقع الجغرافي.

## الأسباب

### الحروب
تزدهر الأسواق السوداء في معظم البلدان خلال زمن الحرب. الدول التي تشارك في الحرب الشاملة أو غيرها على نطاق واسع، والممتدة الحروب غالبا ما تفرض قيودا على استخدام المنزلي من الموارد الحيوية التي تحتاج لجهود الحرب، مثل المواد الغذائية، البنزين، المطاط، المعادن، الخ، وعادة من خلال التقنين. في معظم الحالات ، تتطور السوق السوداء لتزويد السلع المقننة بأسعار باهظة. وتقنينو مراقبة الأسعار القسري في العديد من البلدان خلال الحرب العالمية الثانية شجعت النشاط على نطاق واسع في السوق السوداء. كان أحد مصادر لحوم السوق السوداء الخاضعة لتقنين زمن الحرب هو إعلان المزارعين عن عدد أقل من ولادات الحيوانات الأليفة لوزارة الغذاء عما حدث بالفعل. آخر في بريطانيا كان الإمدادات من الولايات المتحدة ، المخصصة للاستخدام فقط في قواعد الجيش الأمريكي على الأراضي البريطانية ، لكنها تسربت إلى السوق السوداء البريطانية المحلية.
على سبيل المثال ، في برلمان المملكة المتحدة في 17 فبراير 1945،  قال أعضاء إن «إنتاج الديك الرومي بأكمله في إيست أنجليا ذهب إلى السوق السوداء» و «المحاكمات المتعلقة بالتسويق الأسود كانت أشبه بمحاولة وقف التسرب في سفينة حربية»، وقيل إن الأسعار الرسمية لمثل هذه الأطعمة كانت منخفضة للغاية لدرجة أن منتجيها يبيعون في كثير من الأحيان منتجاتهم في السوق السوداء بأسعار أعلى ؛ كان أحد هذه الطرق (التي يُنظر إليها على أنها تعمل في السوق في Diss في نورفولك) هو بيع الطيور الداجنة الحية لأفراد الجمهور ، ويوقع كل مشتر على نموذج يعد فيه بأنه يشتري الطيور للتكاثر ، ثم يأخذها إلى المنزل من أجل يتناول الطعام.
خلال حرب فيتنام، كان الجنود الأمريكيون ينفقون شهادات الدفع العسكرية على خدمة الخادمة والترفيه الجنسي. أيضًا إذا أراد مدني فيتنامي شيئًا يصعب الحصول عليه ، فسيشتريه بضعف السعر من أحد الجنود ، الذي كان لديه بطاقة تموينية شهرية وبالتالي كان لديه حق الوصول إلى المتاجر العسكرية. كانت المعاملات تمر من خلال الخادمات في القاعدة إلى السكان المحليين. على الرغم من أن هذه الأنشطة كانت غير قانونية ، إلا أنه تمت مقاضاة تجار السوق السوداء الفاضحين أو على نطاق واسع من قبل الجيش.

### القوانين والأنظمة
من الأمثلة الكلاسيكية على التنظيم الجديد الذي أوجد سوقًا سوداء هو حظر الكحول. وبالمثل ، عندما يختفي القانون ، تختفي أيضًا السوق السوداء. وهذا هو السبب في أن إحدى الحجج لإضفاء الشرعية على الماريجوانا هي إلغاء السوق السوداء وبالتالي الضرائب من هذا الاقتصاد التي تستخدمها الحكومة.